# Josef Labor
Josef Labor (29 de junho de 1842 – 26 de abril de 1924) foi um pianista, organista e compositor Checo de música clássica romântica tardia. Labor foi um professor influente amigo de vienenses importantes. 

## Vida
Nasceu em Horowitz na Bohemia. Ficou cego devido à catapora aos três anos de idade. Frequentou o instituto para cegos de Viena e o Konservatorium der Gesellschaft der Musikfreunde (Conservatório da Sociedade dos Amigos da Música) onde estudou composição musical com o professor de Bruckner, Simon Sechter, e piano com Eduard Pickhert. 
Viajou pela Europa como pianista e cimentou uma amizade duradoura com Rei George V de Hanôver, que também era cego. Rei George nomeou-o Royal Chamber Pianist em 1865. No ano seguinte Labor mudou-se para Viena, onde tornou-se professor enquanto continuava a tocar e compor.
Em 1904, recebeu o título Kaiserlich und Königlich Hoforganist (Organista Real e da Corte Imperial). Hoje é mais conhecido por suas composições para órgão. Labor interessava-se por música antiga e compôs elaborações sobre sonatas de Heinrich Biber.
Labor ensinou Alma Mahler), Paul Wittgenstein e  Arnold Schönberg. Alma Mahler estudou com Labor durante seia anos, começando aos catorze anos de idade, e seus diários contêm diversas referências a ele. 
Labor era muito amigo da família Wittgenstein, em casa de quem conheceu Johannes Brahms, Clara Schumann, Gustav Mahler, Bruno Walter, e Richard Strauss. 
Quando o pianista Paul Wittgenstein perdeu seu braço direito na Primeira Guerra Mundial, Labor foi o primeiro compositor a quem ele pediu uma peça para a mão esquerda. Mais tarde encomendou composições também a Strauss, Maurice Ravel, Benjamin Britten e Sergei Prokofiev. 

## Trabalhos selecionados
- Phantasie über ein Originalthema für 2 Klaviere op 1 (1868)

- Scherzo in Canonform für 2 Klaviere op 2 (1880)

- Quintett für Klavier, Violine, Viola, Violoncello und Kontrabass op 3 (1880)

- Variationen und Fuge über ein Thema von Czerny für Klavier (1890)

- Sonate für Violine und Klavier op. 5 (1892)

- Klavierquartett Nr. 1 C-Dur op. 6 (1893)

- Sonate für Violoncello und Klavier A-Dur op. 7 (1895)

- Fünf Klavierstücke op 8 (1897)

- Phantasie für Orgel über die österreichische Volkshymne op 9 (1898)

- Thema und Variationen für Horn oder Violoncello und Klavier op. 10 (1896)

- Quintett für Klarinette, Violine, Viola, Violoncello und Pianoforte op. 11 (1900)

- Orgel-Phantasie e-moll für zwei Spieler op 12 (1903)

- 2 Improvisationen (Benedicamus domino; Ite missa est) op 13 (?, Print 1912)

- Choralvorspiel über "Wer nur den lieben Gott läßt walten" für Harmonium op 14 (1903)

- Orgelsonate h-moll op. 15 (?, Print 1912)

- Pater noster, Chor, Orgel, Streichorchester op 16 (1876, Print 1912)

- Klavierquartett Nr. 0 B-Dur (1874)

- Streichquartett C-Dur (1888)

- Thema, Variationen und Fuge über eine schottische Tanzweise (Sir Roger de  Coverley) für Orchester (1899)

- Big Ben Capriccio für 2 Klaviere (1901)

- "Edward" – Ballade für Gesang und Klavier (1903)

- Konzert für Violine und Orchester G-Dur (1905)

- 17 Praeludien über Intonationen der wichtigsten Choral-Offertorien nach der Editio Vaticana 1908 (1910)

- 6 Kanons für Frauenstimmen (1912)

- 3 Klavierstücke (1912)

- 3 Lieder für gemischten Chor (1912)

- 3 Interludes für Orgel 1914)

- Konzertstück I für Klavier (linke Hand) und Orchester (1915)

- Konzertstück II für Klavier (linke Hand) und Orchester (1916)

- Klavierquartett Nr. 2 c-moll (1916) (linke Hand)

- Quintett für Oboe, Klarinette, Horn. Fagott und Klavier (1921)

- Divertimento/Serenade für Flöte, Oboe, Viola, Cello, Klavier (linke Hand) (1923)

- Konzertstück III für Klavier (linke Hand) und Orchester (1923)